# Багаторядник
Багаторядник (Polystichum) — рід папоротей родини щитникових (Dryopteridaceae), підродини Dryopteridoideae, згідно з класифікацією Pteridophyte Phylogeny Group 2016 року (PPG I).  Рід налічує близько 500 видів і має космополітичне поширення. Найбільша різноманітність спостерігається у Східній Азії, лише в Китаї їх близько 208; регіон від Мексики до Бразилії має щонайменше 100 додаткових видів; Африка (щонайменше 17 видів), Північна Америка (щонайменше 18 видів) та Європа (щонайменше 5 видів) мають значно меншу різноманітність. Види Polystichum — це наземні або скельні папороті теплопомірних та гірсько-тропічних регіонів (кілька видів ростуть в альпійських регіонах). Вони часто зустрічаються в порушених середовищах існування, таких як узбіччя доріг, схили осипів та береги струмків.

## Опис
Багато папоротей цього роду мають міцні, повільно повзучі кореневища, що утворюють крону з вазоподібним кільцем вічнозелених листків завдовжки 30—200 см. Соруси круглі, з круглим індузієм, за винятком південноамериканських видів, у яких індузій відсутній. Черешки мають помітні лусочки та часто волосоподібні війки, але справжніх волосків у них немає.  Рід відрізняється від добре відомого та спорідненого папороті роду щитник (Dryopteris) тим, що індузій має круглу, а не ниркоподібну форму, а сегменти листка мають аврикули — асиметричні лопаті, де одна сторона сегмента набагато довша за іншу біля основи.

### Апоміксис
Апоміксис, розвиток ембріона без запліднення, особливо поширений серед папоротей . Апоміксис еволюціонував кілька разів незалежно у трьох різних кладах полістихоїдних папоротей.

## Таксономія
Багаторядник — один із 10 найбільших родів папоротей, що належить до родини щитникових (Dryopteridaceae). Polystichum sl чітко визначений як окрема монофілетична група, що включає види з родів Cyrtomidictyum, Cyrtogonellum, Cyrtomium та Phanerophlebia. Дослідження щодо таксономії підвидів Polystichum тривають, при цьому високий рівень гібридизації, алополіплоїдії та апоміксису ускладнює їх розмежування. На основі генетичного аналізу Літтл і Баррінгтон (2003) спочатку визначили монофілетичний Polystichum, виділивши Cyrtomium в окремий рід. Далі Лі та ін. (2008) виділили його в окрему кладу разом із Phanerophlebia.

### Вибрані види
Рід налічує велику кількість видів. Класифікація PPG I передбачала існування близько 500 видів;  станом на лютий 2020, у «Контрольному списку папоротей та плаунів світу» перелічено 397 видів та 58 гібридів, зазначаючи, що «багато видів залишаються неописаними». Рід Polystichum включає, але не обмежується, наступними видами. У цьому списку назва виду, якій передує символ (=), вважається синонімом прийнятої назви виду, що стоїть над нею.
- Polystichum acanthophyllum (Franch.) H. Christ
- Polystichum acrostichoides (Michx.) Schott
- Polystichum aculeatum (L.) Roth ex Mert. — багаторядник шипуватий, регіонально рідкісний вид в Україні
- Polystichum acutidens H.Christ
- Polystichum acutipinnulum Ching & K.H.Shing
(=) Шаблон:Tx
- Polystichum alcicorne (Baker) Diels
- Polystichum aleuticum C.Chr.
- Polystichum andersonii Hopkins[12]
- Polystichum atkinsonii Bedd.
- Polystichum australiense Tindale
- Polystichum bakerianum (Atk. ex C.B.Clarke) Diels
- Polystichum biaristatum (Blume) T.Moore
- Polystichum bomiense Ching & S.K.Wu
- Polystichum bonapartii Rosenst.
- Polystichum bonseyi W.H.Wagner & Hobdy[13][14]
- Polystichum brachypterum (J.F.Gmel.) C.Chr.[15]
- Polystichum braunii (Spenner) Fée[16] — багаторядник Брауна, регіонально рідкісний вид у ряді регіонів України
- Polystichum brachypterum (Kunze) Ching[17]
(=) Polystichum garhwalicum N.C.Nair & Nag
- Polystichum bulbiferum Barrington
- Polystichum calderonense Proctor
- Polystichum californicum Diels
- Polystichum capillipes (Baker) Diels[18]
(=) Polystichum michelii H.Christ
(=) Polystichum minusculum H.Christ
(=) Polystichum molliculum H.Christ
- Polystichum castaneum (C.B.Clarke) B.K.Nayar & S.Kaur
- Polystichum chilense (H.Chr.) Diels
- Polystichum christii Ching
- Polystichum chunii Ching
- Polystichum craspedosorum (Maxim.) Diels
- Polystichum cyclolobum C.Chr.
- Polystichum cystostegia (Hook.) J.B.Armstr.
- Polystichum deltodon (Baker) Diels
- Polystichum dielsii H.Christ
- Polystichum discretum (D.Don) J.Sm.
- Polystichum drepanum (Sw.) C.Presl
- Polystichum dudleyi Maxon
- Polystichum duthiei (C.Hope) C.Chr.
(=) Polystichum tsuchuense Ching
- Polystichum echinatum (J.F.Gmel.) C.Chr.[19]
- Polystichum erosum Ching
- Polystichum excellens Ching
- Polystichum eximium (Mett. ex Kuhn) C.Chr.
(=) Polystichum tialooshanense Ching
- Polystichum falcatipinnum Hayata
- Polystichum falcinellum C.Presl
- Polystichum fallax Tindale
- Polystichum formosanum Rosenst.
- Polystichum glandulosum C.Presl
- Polystichum gongboense Ching & S.K.Wu
(=) Polystichum rarum Ching & S.K.Wu
- Polystichum grandifrons C.Chr.
(=) Polystichum kiusiuense Tagawa[20]
- Polystichum gymnocarpium Ching ex W.M.Chu & Z.R.He 2001
- Polystichum haleakalense Brack.
- Polystichum hancockii (Hance) Diels
- Polystichum hecatopteron Diels
- Polystichum herbaceum Ching & Z.Y.Liu
- Polystichum imbricans (D.C. Eaton) D.H.Wagner
- Polystichum incongruum J.P. Roux
- Polystichum kruckebergii W.H.Wagner
- Polystichum kwakiutlii D.H.Wagner
- Polystichum lachenense (Hook.) Bedd.
- Polystichum lanceolatum Baker
- Polystichum lemmonii Underw.
- Polystichum lentum (D. Don) T. Moore
- Polystichum lonchitis (L.) Roth — багаторядник списоподібний — трапляється в горах України
- Polystichum longidens Ching & S.K.Wu
- Polystichum longipaleatum H.Christ
- Polystichum longipes Maxon
- Polystichum luctuosum (Kunze) T. Moore
- Polystichum macleae (Baker) Diels[21]
- Polystichum macrochlaenum Ching & S.K.Wu
- Polystichum makinoi (Tagawa) Tagawa
- Polystichum martini H.Christ
- Polystichum mayebarae Tagawa
- Polystichum mediocre Ching & S.K.Wu
- Polystichum medogense Ching & S.K.Wu
- Polystichum microchlamys (H.Christ) Matsum.
- Polystichum mohrioides (Bory ex Willd.) C.Presl
- Polystichum mollissimum Ching[22]
- Polystichum monticola N.C.Anthony & Schelpe
- Polystichum moorei H.Christ
- Polystichum morii Hayata
- Polystichum moupinense (Franch.) Bedd.
(=) Polystichum woodsioides H.Christ
- Polystichum munitum (Kaulf.) C. Presl
(=) Polystichum solitarium (Maxon) Underw. ex Maxon
- Polystichum muricatum (L.) Fée
(=) Polystichum moritzianum (Klotzsch) Hieron.
- Polystichum nakenense Ching[23]
- Polystichum neolobatum Nakai[24]
(=) Polystichum assurgens Ching & S.K. Wu
(=) Polystichum yigongense Ching & S.K. Wu
- Polystichum nepalense (Spreng.) C.Chr.
(=) Polystichum atroviridissimum Hayata
- Polystichum ningshenense Ching & Y.P.Hsu
- Polystichum obliquum (D.Don.) T.Moore
- Polystichum omeiense C.Chr.
(=) Polystichum carvifolium (Baker) Diels
- Polystichum ordinatum (Kunze) Liebm.
(=) Polystichum bicolor A.R.Sm.[25]
- Polystichum orientalitibeticum Ching
- Polystichum paramoupinense Ching
- Polystichum parvipinnulum Tagawa
- Polystichum piceopaleaceum Tagawa
- Polystichum polyblepharum (Roem. ex Kunze) C.Presl
(=) Polystichum aculeatum var. japonicum (Franch. & Sav.) Diels
(=) Polystichum setosum (Wall.) Schott
- Polystichum prescottianum (Wall. ex Mett.) T. Moore
(=) Polystichum erinaceum Ching & S.K.Wu[26]
- Polystichum prionolepis Hayata
(=) Polystichum rectipinnum Hayata
- Polystichum proliferum – Mother shield fern
- Polystichum pseudocastaneum Ching & S.K.Wu
(=) Polystichum brunneum Ching & S.K.Wu[27]
- Polystichum pseudomakinoi Tagawa
- Polystichum punctiferum C.Chr.
(=) Polystichum glingense Ching & Y.X.Ling
(=) Polystichum virescens Ching & S.K.Wu
- Polystichum pungens (Kaulf.) C.Presl – Forest shield fern
(=) Polystichum lucidum (Burm.f.) Bech.
- Polystichum qamdoense Ching & S.K.Wu
(=) Polystichum tumbatzense Ching & S.K.Wu
- Polystichum retrosopaleaceum (Kodama) Tagawa
(=) Polystichum aculeatum var. retrosopaleaceum Kodama
- Polystichum rhombiforme Ching & S.K.Wu
- Polystichum rhomboidea (Schott) Ching
(=) Polystichum rhomboideum Schott
- Polystichum richardii (Hook.) J.Sm. – Common shield fern
- Polystichum rigens Tagawa
(=) Polystichum platychlamys Ching
- Polystichum rotundilobum Ching
- Polystichum scopulinum (D.C. Eaton) Maxon
(=) Polystichum mohrioides var. scopulinum (D.C. Eaton) Fernald
- Polystichum semifertile (C.B. Clarke) Ching
(=) Polystichum nyalamense Ching
- Polystichum setiferum (Forssk.) Moore ex Woyn.
(=) Polystichum angulare (Willd.) C. Presl — багаторядник щетинястий, поширений в Україні дико (на Півдні, в Криму) та в культурі
- Polystichum setigerum (C. Presl) C. Presl
- Polystichum shensiense H. Christ
(=) Polystichum lichiangense (C.H. Wright) Ching ex H.S. Kung[28]
- Polystichum silvaticum (Colenso) Diels
- Polystichum simplicipinnum Hayata
- Polystichum sinense (H.Christ) H.Christ[29]
(=) Polystichum atuntzeense Ching
(=) Polystichum austrotibeticum Ching & S.K.Wu
(=) Polystichum decorum Ching & S.K.Wu
(=) Polystichum ellipticum Ching & S.K.Wu
(=) Polystichum fukuyamae Tagawa
(=) Polystichum lhasaense Ching
(=) Polystichum parasinense Cheng-yuan Yang
(=) Polystichum wilsoni H.Christ
- Polystichum squarrosum (D.Don) Fée
(=) Polystichum apicisterile Ching & S.K.Wu[30]
(=) Polystichum integripinnulum Ching[31]
- Polystichum stenophyllum H.Christ
var. conaense (=) Polystichum conaense Ching & S.K.Wu[32]
- Polystichum stimulans (Kunze ex Mett.) Bedd.
(=) Polystichum ilicifolium (D. Don) T. Moore[33]
- Polystichum submite (H. Christ) Diels
(=) Polystichum paradoxum Ching & Y.P.Hsu
- Polystichum tacticopterum (Kunze) T. Moore
(=) Polystichum heteropaleaceum N.C. Nair & Nag[34]
(=) Polystichum kodamae Tagawa[35]
- Polystichum thomsoni (Hook.f.) Bedd.
- Polystichum tibeticum Ching
- Polystichum transvaalense N.C.Anthony
- Polystichum tripteron (Kunze) C.Presl
- Polystichum tsus-simense (Hook.) J.Sm.
(=) Polystichum falcilobum Ching
- Polystichum vestitum (G.Forst.) C.Presl
- Polystichum wattii (Bedd.) C.Chr.
- Polystichum whiteleggei Watts
- Polystichum xiphophyllum (Baker) Diels[36]
(=) Polystichum monotis (H.Christ) C.Chr.
(=) Polystichum praelongum H.Christ
- Polystichum yadongense Ching & S.K.Wu
- Polystichum yunnanense H.Christ
(=) Polystichum gyirongense Ching[37]
(=) Polystichum jizhushanense Ching[38]

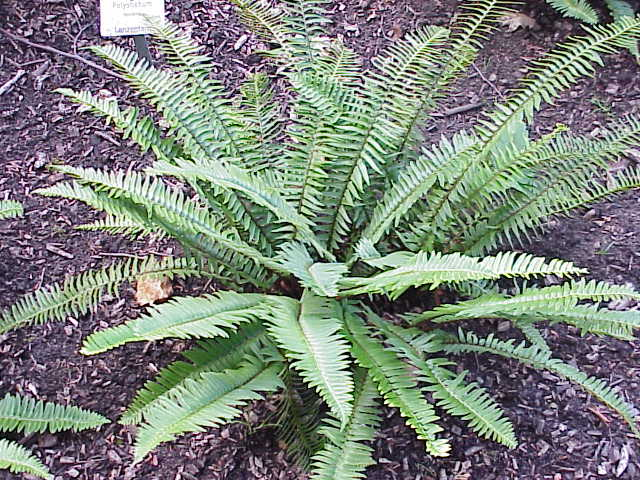
Polystichum munitum

### Гібриди
Гібридизація в роді є частим явищем, існує кілька гібридів з іменами, зокрема:
- P. × bicknellii ( P. aculeatum × P. setiferum )
- P. × illyricum ( P. aculeatum × P. lonchitis )
- P. × lonchitiforme ( P. lonchitis × P. setiferum )
- P. × lesliei ( P. setiferum × P. munitum ) вперше знайдено в графстві Суррей у 1995 році, а друга рослина знайдена в Корнволлі у 2001 році[39].
- <i id="mwAQw">P.</i> × <i id="mwAQ0">potteri</i> ( P. braunii × P. acrostichoides )

### Колишні види
Види, які колись вважалися частиною роду Polystichum, але зараз віднесені до іншої категорії, включають:
- Polystichum auriculatum (L.) C.Presl 1836 = Dryopteris auriculata (L.) Kuntze 1891
- Polystichum falcatum (L.f.) Diels 1899 = Cyrtomium falcatum (L.f.) C.Presl  – японська падубова папороть
- Polystichum lepidocaulon (Hook.) J.Sm. 1866 = Cyrtomidictyum lepidocaulon (Hook.) Ching 1940

## Розповсюдження
Маючи види на шести континентах і багатьох островах, Polystichum вирізняється своїм глобальним поширенням. Папороті Polystichum вперше з'явилися в Азії наприкінці еоцену, близько 49 мільйонів років тому. У цей період по всій земній кулі спостерігалися високі температури, що, можливо, сприяло диверсифікації флори.
Поширення Polystichum до Нового Світу відбулося в період з кінця еоцену до початку олігоцену. Найімовірнішим способом поширення був перехід через паратропічний ліс по сухопутному мосту через Тихий океан, такому як Беринґів сухопутний міст. Протягом періоду до піку льодовикового періоду температури зумовили замерзання достатньої кількості морської води, щоб знизити рівень моря, але все ще дозволяли рости лісам у північних широтах. Звідти Polystichum зміг поширитися по Північній та Центральній Америці.
Спочатку теорії описували поширення Polystichum далі в Південну Америку з Центральної Америки, але нещодавні дослідження показали, що південноамериканський Polystichum натомість поширився на великі відстані з Австралії. Генетичні дослідження виявили тісні еволюційні зв'язки між видами Polystichum у цих двох областях. Як австралійські, так і австралійські південноамериканські види не мають індузію. У австралійського багаторядника відсутні війки, тоді як у південноамериканських видів вони є.
Гавайські багаторядники також поширювалися на великі відстані, причому два окремі випадки поширення призвели до появи трьох видів, які зараз спостерігаються на Гаваях.
В Україні зареєстровано 4 види багаторядника — шипуватий, Брауна, списоподібний та щетинястий. Деякі з них внесені до регіональних списків рідкісних рослин

## Екологія
Види багаторядників використовуються як харчові рослини личинками деяких видів лускокрилих, включаючи Pharmacis fusconebulosa. Зразки деяких з них можна знайти в Королівському ботанічному саду Сіднея.

## Вирощування
Кілька видів вирощують як декоративні рослини в садах, зокрема багаторядник щетинястий (P. setiferum), кілька сортів якого пропонуються для озеленення. Один вид, P. tsus-simense зі східної Азії, зазвичай пропонується як кімнатна рослина.

## Зовнішні посилання
- Таксономія за темою Багаторядник у Віківидах
- Jepson Manual Treatment
- the Polystichum homepage